# Eucalyptus orophila
Eucalyptus orophila är en myrtenväxtart som beskrevs av L.D. Pryor. Eucalyptus orophila ingår i släktet Eucalyptus och familjen myrtenväxter. Inga underarter finns listade i Catalogue of Life.